# NGC 2800
NGC 2800 је елиптична галаксија у сазвежђу Велики медвед која се налази на NGC листи објеката дубоког неба.
Деклинација објекта је + 52° 30' 53" а ректасцензија 9h 18m 35,1s. Привидна величина (магнитуда) објекта NGC 2800 износи 12,8 а фотографска магнитуда 13,8. NGC 2800 је још познат и под ознакама UGC 4920, MCG 9-15-117, CGCG 264-94, PGC 26302.